# 塞西爾·奧布里
塞西爾·奧布里（Cécile Aubry，1929年8月3日 - 2010年7月19日），法國演員、作家、劇本家。《靈犬雪麗》是她的代表作之一。

## 連結
- Cecile Aubry在互联网电影资料库（IMDb）上的資料（英文）
- 在AllMovie上塞西爾·奧布里的頁面（英文）
- . AFP. 2010-07-20.